# NGC 6306
NGC 6306 este o galaxie situată în constelația Dragonul. A fost descoperită în 8 iulie 1885 de către Lewis A. Swift. Se află la o distanță de 47 de megaparseci de Pământ.